# Sverre Steen-priset
Sverre Steen-priset instiftades 1995 av Den norske historiske forening (HIFO) och J.W. Cappelens Forlag. Reglerna som antogs vid bildandet och reviderades 2010 säger att priset skall gå till någon som förmedlat historia av högklassigt innehåll och med god kommunikativ förmånga. Detta kan ske i bokform eller genom något annat medium. Priset delas ut varje vår och består av äran samt ett diplom. Vinnaren utses av en jury bestående av tre personer. Juryn kan ta emot förslag på mottagare men ska även själv leta efter lämpliga kandidater som utmärkt sig under det föregående året. Juryn skall samtidigt skriva en motivering som offentliggörs i samband med utdelningen.
Priset är uppkallat efter den norske historikern Sverre Steen (1898–1983), professor i historia vid Universitetet i Oslo 1938–1968.

## Mottagare
- 1995 Ole Kristian Grimnes och Kåre D. Tønnesson
- 1997 Øystein Rian
- 1998 Finn Erhard Johannessen och Lars Thue
- 1999 Det populärvetenskapliga magasinet "Historie"
- 2000 Ida Blom och Sølvi Sogner
- 2001 Karsten Alnæs
- 2002 Dag Skogheim
- 2003 Knut Mykland
- 2004 Knut Kjeldstadli
- 2005 Francis Sejersted
- 2006 Elisabeth Aasen
- 2007 Hans Fredrik Dahl
- 2008 Knut Helle
- 2009 Guri Hjeltnes
- 2010 Olav Njølstad
- 2011 Gudleiv Forr
- 2012 Bjørn Bandlien
- 2013 Hilde Henriksen Waage
- 2014 Norsk Teknisk Museum och NRK P2:s radioprogram «Museum – et program om norsk historie»[1]
- 2015 Håkon Harket och Einhart Lorenz
- 2016 May-Brith Ohman Nielsen
- 2017 Einar Niemi
- 2018 Ragnhild Hutchison
- 2019 Tore Skeie[2]